# Graniczna Placówka Kontrolna Straży Granicznej w Pietraszynie
Graniczna Placówka Kontrolna Straży Granicznej w Pietraszynie – zlikwidowana graniczna jednostka organizacyjna Straży Granicznej wykonująca kontrolę graniczną osób, towarów i środków transportu bezpośrednio w przejściach granicznych na granicy z Republiką Czeską.

## Formowanie i zmiany organizacyjne
Graniczna Placówka Kontrolna Straży Granicznej w Pietraszynie (GPK SG w Pietraszynie), z siedzibą w miejscowości Pietraszyn, została utworzona w październiku 1993 i weszła w podporządkowanie Śląskiego Oddziału Straży Granicznej w Raciborzu .
W 2000 rozpoczęła się reorganizacja struktur Straży Granicznej związana z przygotowaniem Polski do wstąpienia do Unii Europejskiej i  przystąpieniem do Traktatu z Schengen. Podczas restrukturyzacji wprowadzono kompleksową ochronę granicy już na najniższym szczeblu organizacyjnym tj. strażnica i graniczna placówka kontrolna. Wprowadzona całościowa ochrona granicy zniosła podział na graniczne jednostki organizacyjne ochraniające tylko tzw. „zieloną granicę” i prowadzące tylko kontrole ruchu granicznego. W wyniku tego, 2 stycznia 2003 GPK SG w Pietraszynie przejęła wraz z obsadą etatową pod ochronę odcinek granicy państwowej, po rozwiązanej strażnicy SG w Krzanowicach.
Jako Graniczna Placówka Kontrolna Straży Granicznej w Pietraszynie funkcjonowała do 23 sierpnia 2005 i 24 sierpnia 2005 Ustawą z 22 kwietnia 2005 roku O zmianie ustawy o Straży Granicznej... przekształcona została na Placówkę Straży Granicznej w Pietraszynie (PSG w Pietraszynie).

## Ochrona granicy
2 stycznia 200 GPK SG w Pietraszynie przejęła pod ochronę odcinek granicy państwowej, po zlikwidowanej strażnicy SG w Krzanowicach o długości 21 400 m:
- Włącznie od znaku granicznego nr II/22, wyłącznie do znaku gran. nr II/43.

### Podległe przejścia graniczne
Stan z października 1993
- Pietraszyn-Sudice

Stan z 2 stycznia 2003
- Pietraszyn-Sudice
- Krzanowice-Chuchelná – drogowe
- Krzanowice-Strahovice
- Krzanowice-Rohov
- Borucin-Chuchelná
- Bolesław-Píšť
- Owsiszcze-Píšť
- Tworków-Hať.

## Komendanci granicznej placówki kontrolnej SG
- mjr SG Zbigniew Kamiński (10.1993–1998)
- mjr SG Wojciech Wróbel (1999–wiosna 2001)
- kpt. SG Arkadiusz Haszler (2001–2004)
- kpt. SG Józef Wilusz (2004–30.04.2005)
- mjr SG Andrzej Kamiński (1.05.2005–23.08.2005) – do przekształcenia.

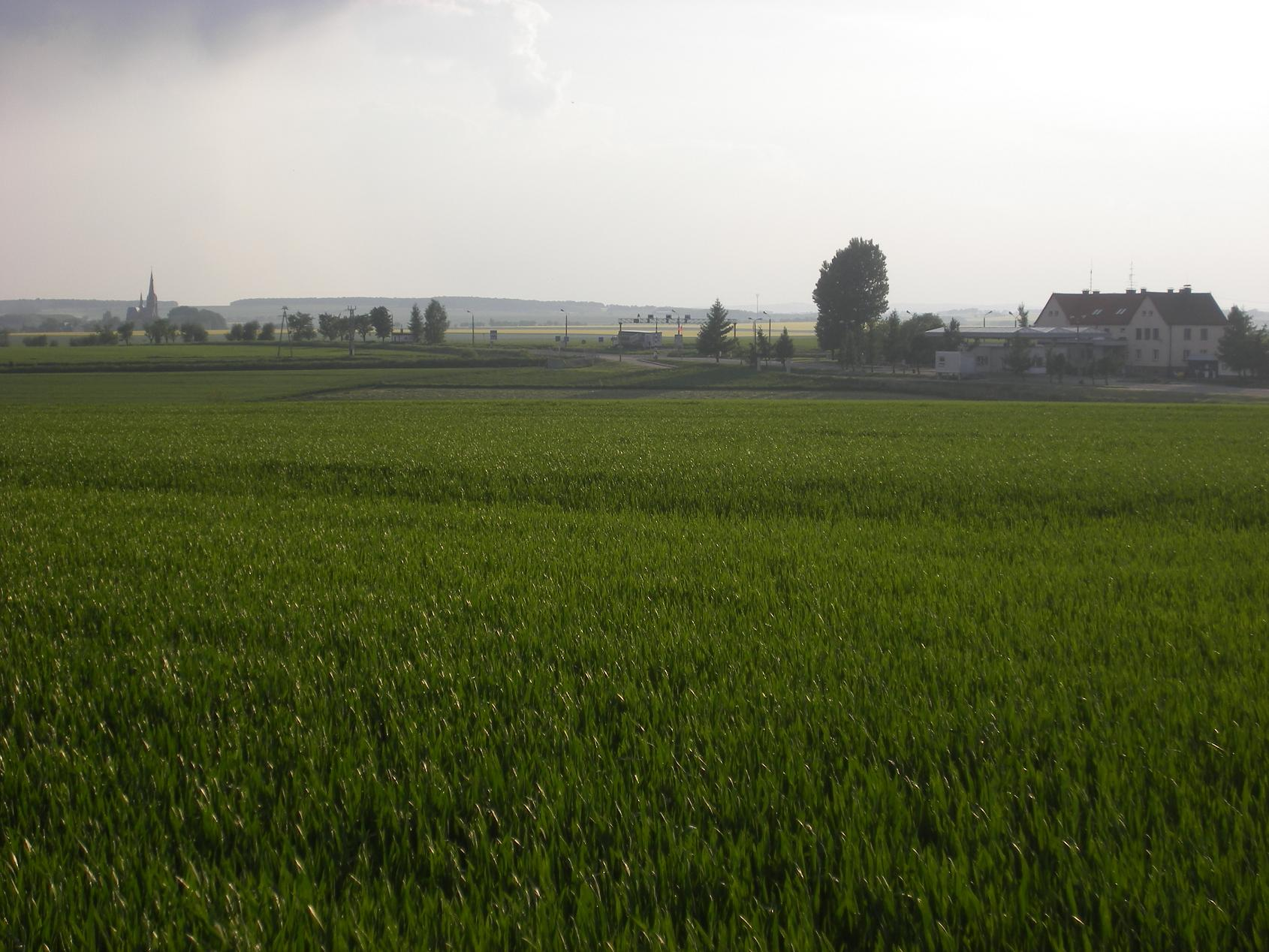
GPK SG w Pietraszynie (maj 2008)
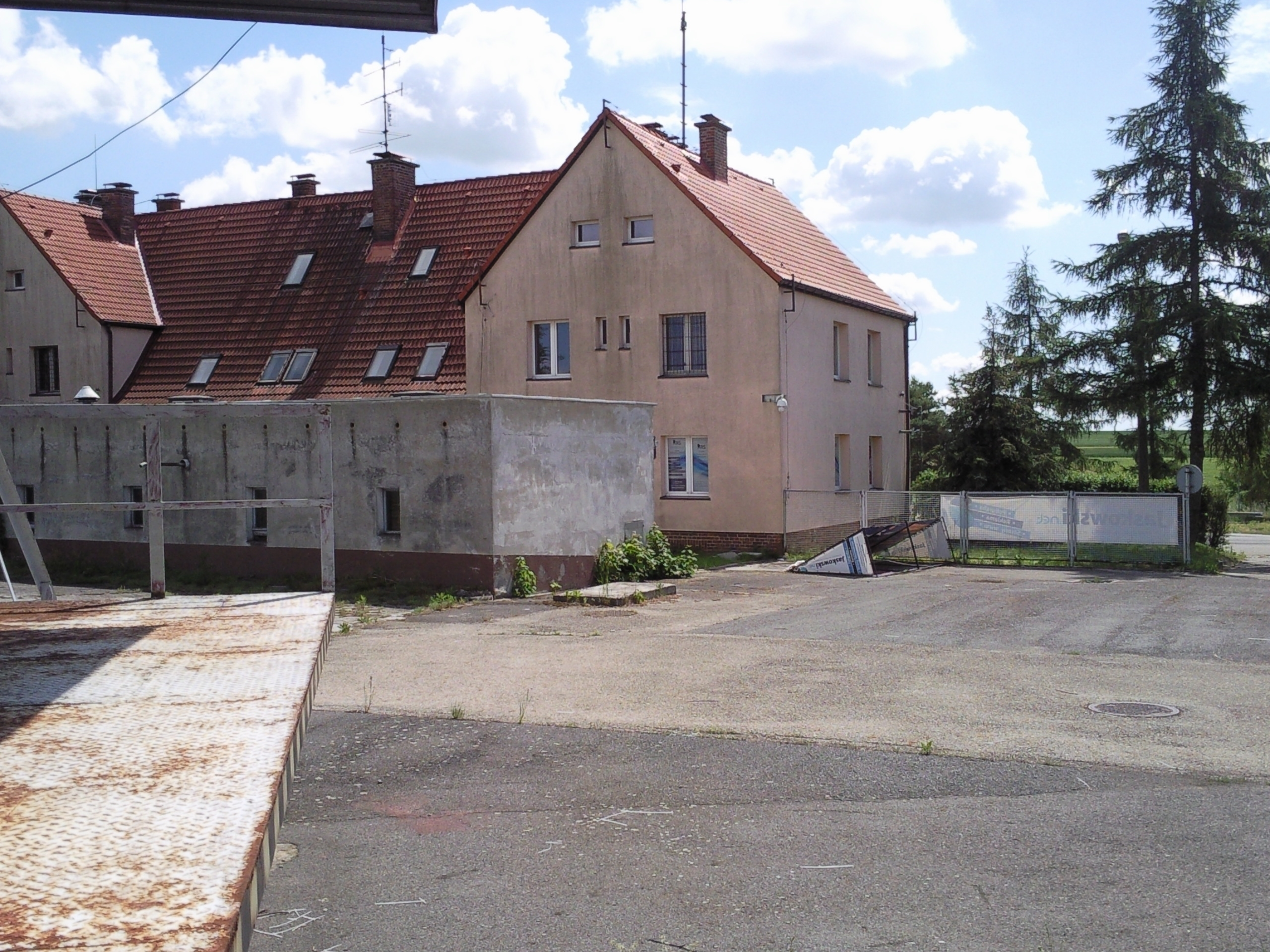
GPK SG w Pietraszynie (czerwiec 2017)
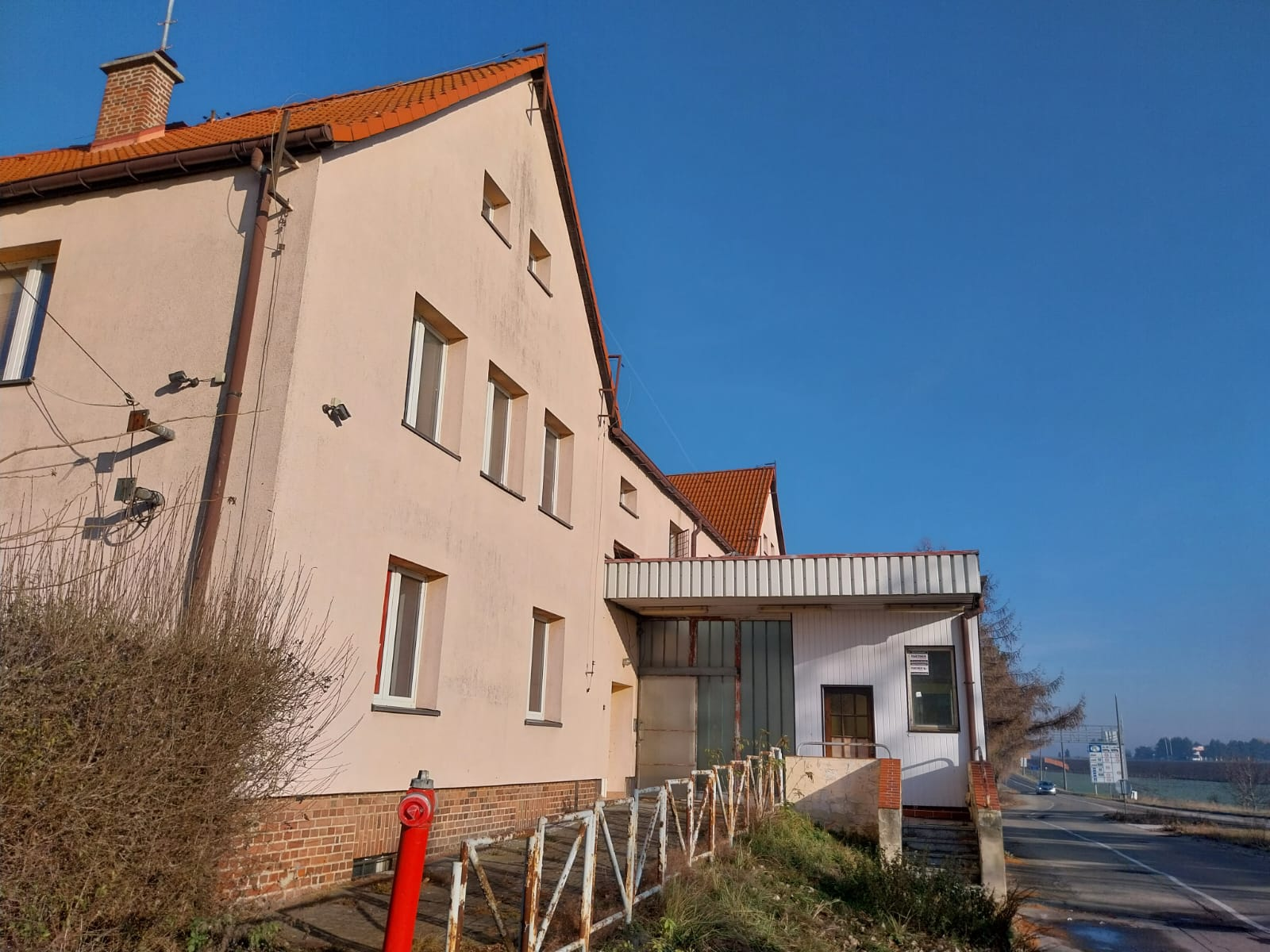
GPK SG w Pietraszynie (grudzień 2024)